# 굿맨 in 아프리카
《굿맨 in 아프리카》(영어: A Good Man in Africa)는 윌리엄 보이드의 1981년 장편소설로, 그의 데뷔작이다. 서아프리카의 가상 국가 '킨자니아'를 배경으로, 성공을 갈망하는 한 인간의 모습을 애증을 담아 그려냈다. 1994년 브루스 베리스퍼드 감독의 영화 《아프리카의 좋은 사람》의 원작이다. 대한민국에는 지호에서 박미경 번역으로 1999년 출간되었으나, 현재는 절판되었다.